# You and Me (chanson de Takasa)
Pour les articles homonymes, voir You and Me.
Chansons représentant la Bulgarie au Concours Eurovision de la chanson
Unbreakable
(2012) Hunter of Stars
(2014)
You and Me est la chanson représentant la Suisse au Concours Eurovision de la chanson 2013. Elle est interprétée par le groupe Takasa, composé de six membres de l'Armée du salut.

## Histoire
En 2012, l'Armée du Salut suisse réfléchit à l'idée de participer à la sélection nationale pour le Concours Eurovision de la chanson 2013. Selon le responsable du projet de l'Armée du Salut, Martin Künzi, participer au concours de l'Eurovision est à l'origine une idée folle, mais il est bien accueilli au sein du mouvement chrétien. Le propriétaire de la maison de disques HitMill, Roman Camenzinds, s'associe à l'Armée du Salut pour mener à bien le projet. Un casting interne est organisé parmi les membres de l'Armée du Salut, aboutissant à la sélection des six musiciens du groupe, nommé Heilsarmee.
Début octobre 2012, après avoir enregistré la chanson, Heilsarmee la soumet à la sélection régionale de la Schweizer Fernsehen via le site web officiel de la télévision suisse germanophone. Le 12 novembre 2012, la chanson accède à la finale nationale après un processus de vote combinant des télévotes sur Internet et des points attribués par un jury composé d'experts du secteur musical. Le 15 décembre 2012, You and me est présentée lors de l'émission Die Grosse Entscheidungsshow organisée par la Société suisse de radiodiffusion et télévision. La chanson de Heilsarmee est la chanson ayant le plus de votes, battant ainsi les autres huit candidats, pour représenter la Suisse au concours Eurovision de la chanson 2013 à Malmö, en Suède.
Le groupe accepte de prendre un nouveau nom pour être accepté par le concours, qui ne permet aucune référence religieuse ou politique dans les noms ou les chansons. You and Me est une chanson pop rock avec des paroles qui évoquent l'amour et l'autonomisation.
La sélection de la chanson est critiquée par l'artiste et militante LGBT allemande, Hella von Sinnen. Selon von Sinnen, l'Armée du Salut est une organisation chrétienne ayant des opinions conservatrices sur les droits des LGBT, cela pourrait constituer un obstacle pour la Suisse lors du Concours Eurovision de la chanson de 2013, qui compte de nombreux fans gays et lesbiennes.
La chanson participe d'abord à la deuxième demi-finale. Elle est la seizième, l'avant-dernière de la soirée, suivant Waterfall interprétée par Nodi et Sophie pour la Géorgie et précédant It's My Life interprétée par Cezar pour la Roumanie.
À la fin des votes, elle obtient 41 points dont 10 de la France et prend la treizième place sur dix-sept participants. La Suisse n'est pas sélectionnée pour la finale, seuls les dix premiers pays le sont.

## Liste des pistes
| 1. | You and Me | 2:54 |

## Classements

### Classements hebdomadaires
| Classement (2013)            | Meilleure position |
| ---------------------------- | ------------------ |
| Suisse (Schweizer Hitparade) | 21                 |